# La Pyramide (restaurant)
Pour l’article homonyme, voir Pyramide (homonymie).
La Pyramide est un Hôtel Relais & Châteaux et restaurant récompensé de deux étoiles au Guide Michelin depuis 1992, situé à Vienne (Isère). Il a marqué l'histoire de la gastronomie française à plusieurs titres, à l'époque du grand chef Fernand Point. Curnonsky disait de l'endroit : « C’est une des meilleures maisons, c’est le sommet de l’art culinaire. »

## Origine du nom

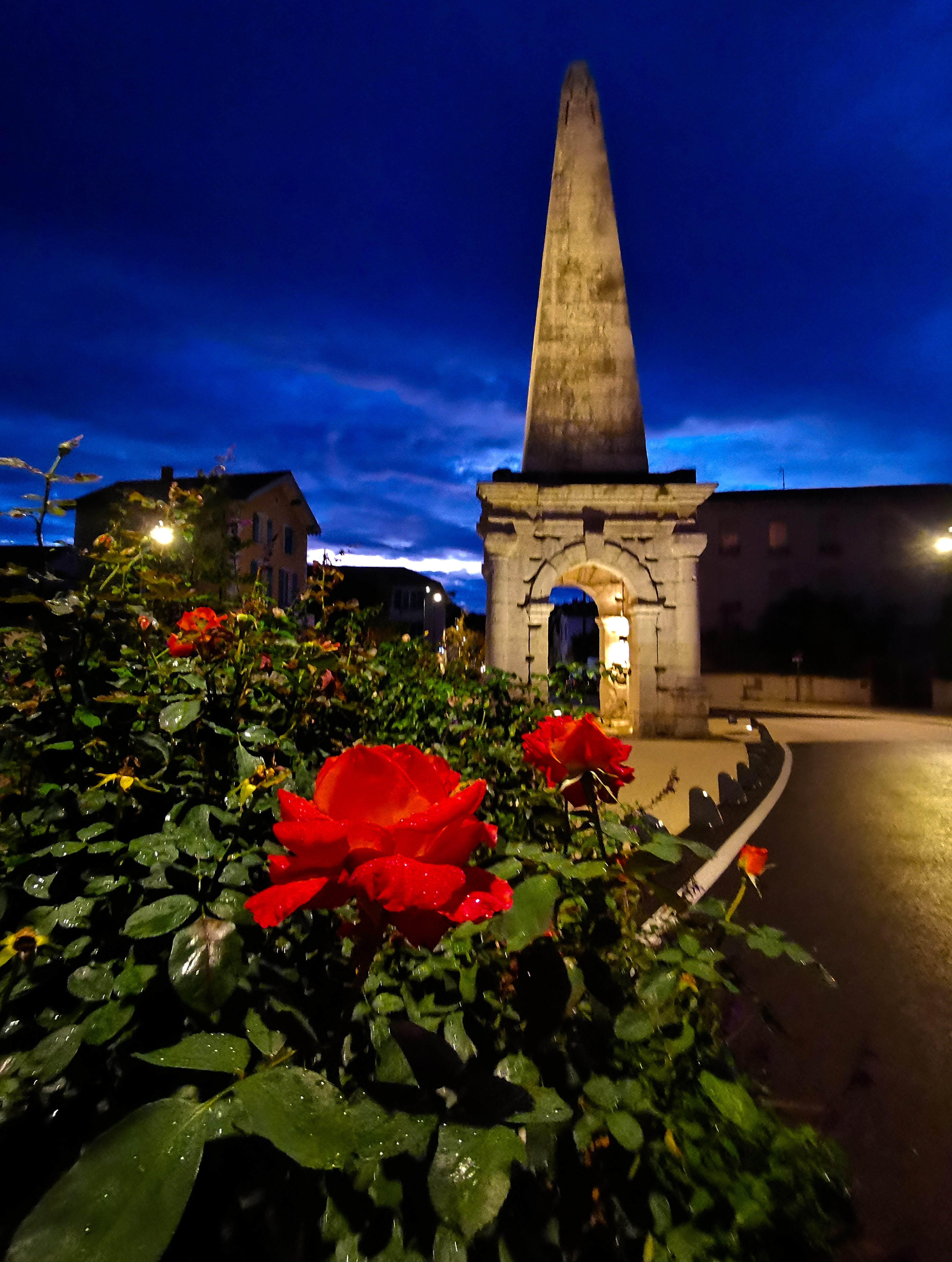
Après les travaux de 2021, une roseraie accueille les visiteurs passant par le boulevard Fernand Point devant le restaurant

L'établissement doit son nom à la « Pyramide » de Vienne, monument gallo-romain situé à 50 mètres, en forme d'obélisque, qui ornait autrefois la spina du cirque romain de l'antique Vienna.

## Histoire
La cave est creusée en 1780. Le restaurant est fondé en 1822 par Georges Chambertin et son épouse, tous deux amateurs de vin. Ce sont eux qui aménagent la cave. L'établissement s'appelle alors Au poirier idéal. En 1880, il est repris par Léon Guieu, sous le nom de Restaurant Guieu. En 1923, il est acheté par Auguste Point, un restaurateur de Louhans, dans la Bresse. Son fils Fernand Point rebaptisera le restaurant « La Pyramide ». 

### Fernand Point
À la mort d'Auguste en 1925, son fils Fernand prend la direction de l'établissement. Après son mariage avec Marie-Louise Paulin (« Mado ») en 1930, il transforme la maison, qui date du XIXe siècle : un terrain attenant est acheté, sur lequel on dessine une terrasse ; on ajoute également un étage au bâtiment. Très vite, cet établissement prend une dimension nationale avec la venue de toutes les vedettes et chefs d'État de l'époque. En 1933, il fait partie de la première promotion de restaurants qui obtiennent les trois étoiles au Guide Michelin. Sous l'Occupation, la cave est soigneusement matelassée et murée pour échapper au pillage par les Allemands. Dans les années 1950, de futures célébrités triplement étoilées font leur apprentissage à La Pyramide : Paul Bocuse, les frères Troisgros, Alain Chapel, Louis Outhier, François Bise (en).

### Mado Point
À la mort de Fernand Point, en 1955, Mado prend la relève, épaulée du chef Paul Mercier, puis de Guy Thivard. Elle dirige La Pyramide pendant 31 ans. À sa mort, en 1986, le restaurant aura gardé ses trois étoiles 53 ans durant.

### Période de transition
Sa fille adoptive, Marie-José Eymin, lui succède pendant un an, puis vend l'affaire à La Foncière des Champs-Élysées, un groupe immobilier parisien appartenant à Dominique Bouillon. Six mois plus tard, ce dernier entreprend des travaux, qui imposent la fermeture de l'établissement de mars 1988 à mai 1989. Sont alors aménagés un hôtel, une nouvelle salle de restaurant et un jardin. À cette époque, le restaurant n'est plus coté dans les guides.

### Patrick Henriroux
La Pyramide rouvre le 18 juin 1989, sous la direction d'un nouveau chef venu de La Ferme de Mougins, Patrick Henriroux. Celui-ci est salarié, sans être intéressé à l'affaire. Patrick Henriroux et son épouse Pascale apportent une nouvelle renommée à La Pyramide. Ils reconquièrent en 1990 une étoile au Guide Michelin neuf mois après leur arrivée ; puis une deuxième en mars 1992.
En février 1995, Dominique Bouillon se retrouve en liquidation personnelle. Par conséquent, en mars La Pyramide est mis en liquidation judiciaire. Comme l'exploitation du fonds est saine, une période d'observation de 20 mois va être accordée au chef Henriroux. Tout le personnel choisit de rester. Le chiffre d'affaires augmente de 10 %. Mr Henriroux est élu chef de l'année dans le Guide Gault et Millau. Un an plus tard, le chiffre d'affaires a augmenté de 30 %. À la fin de l'année 1996, Patrick Henriroux et son épouse achètent le fonds de commerce et la cave. Ils fondent l'entreprise BLPP, chargée de l'exploitation. Le 18 juin 1998, ils achètent les murs et deviennent propriétaire de l’établissement. Ils ouvrent un nouvel établissement, une brasserie nommée L'Espace PH3 au sein de leur hôtel de 19 chambres et quatre appartements.
Au début de l'année 2014, Patrick Henriroux prend la direction exécutive culinaire du restaurant Le Crown, à Tokyo. En moins d'une année, il obtient une étoile au Guide Michelin Japon.

## Distinctions actuelles
- La Pyramide retrouve une première étoile au Guide Michelin en mars 1990, et une seconde en 1992. En 2023, le restaurant a toujours deux étoiles [7] , il est également noté 5 toques et 20/20 par le Gault&Millau[8].
- Depuis 1999, l'hôtel est Relais & Châteaux pour l'hôtellerie.